# Zerbadis
Els zerbadis són una comunitat musulmana de Birmània. L'origen del nom (a vegades zerbadees) és incert però es donava als nens musulmans, als nens indis i a les dones birmanes (musulmanes o casades amb musulmans) com a paraula amb menyspreu. Es diferencien de la comunitat musulmana arakanesa (rohingya) i serien més o menys la meitat de tota la comunitat musulmana del país. Tot i ser birmans convertits foren objectes d'atacs com els patits pels musulmans rohingya que eren acusats de ser emigrants bengalís o indis, des de 1938. Políticament els zerbadis van donar suport al moviment nacional birmà mentre els musulmans emigrats donaven suport a la Lliga Musulmana. Després de les restriccions severes a partir de 1964 la comunitat va adoptar el nom de birmano-musulmans.